# Headcorn
Headcorn is een civil parish in het bestuurlijke gebied Maidstone, in het Engelse graafschap Kent met 3387 inwoners.